# 전미 농구 선수 협회
전미 농구 선수 협회(National Basketball Players Association, NBPA)는 전미 농구 협회(NBA) 선수들을 대표하는 노동조합이다. 1954년에 설립되어 미국과 캐나다의 4대 프로 스포츠 리그 중 가장 오래된 노동조합이다. 그러나 NBPA는 10년이 지나서야 NBA 팀 소유주로부터 인정을 받았다. 사무실은 뉴욕시의 유서 깊은 파크 앤드 틸포드 빌딩에 있다. 2011년 NBA 록아웃 동안 노동조합으로 해산된 후 잠시 존재했던 무역 협회였다.